# Arrow (3.ª temporada)
A terceira temporada da série de televisão estadunidense Arrow estreou na The CW em 8 de outubro de 2014 e foi concluída em 13 de maio de 2015, com um total de 23 episódios. A série é baseada no personagem Arqueiro Verde da DC Comics, um combatente do crime fantasiado criado por Mort Weisinger e George Papp, e se passa no Universo Arrow, compartilhando continuidade com outras séries de televisão do Universo Arrow. Os produtores desta temporada foram Greg Berlanti, Marc Guggenheim e Andrew Kreisberg. Stephen Amell estrela como Oliver Queen, com os principais membros do elenco Katie Cassidy como Laurel Lance, David Ramsey como John Diggle, Willa Holland como Thea Queen, Emily Bett Rickards como Felicity Smoak, Colton Haynes como Roy Harper, John Barrowman como Malcolm Merlyn / Arqueiro Negro e Paul Blackthorne como Quentin Lance também retornando da temporada anterior.
A série segue o playboy bilionário Oliver Queen (Stephen Amell), que afirmou ter passado cinco anos naufragado em Lian Yu, uma ilha misteriosa no Mar do Norte da China, antes de voltar para Starling City (mais tarde renomeada como "Star City") para combater o crime e a corrupção como um vigilante secreto cuja arma de escolha é um arco e flecha. Na terceira temporada, a empresa Queen Consolidated de Oliver é vendida para o empresário, cientista e aspirante a herói Ray Palmer (Brandon Routh), que muda o nome da empresa para Palmer Technologies e contrata Felicity como vice-presidente. Depois que Sara é encontrada assassinada, Oliver se envolve em um conflito com Ra's al Ghul (Matt Nable). Ele luta para se reconectar com sua irmã, Thea, que sabe que Malcolm é seu pai. Laurel se propõe a seguir Sara como a Canário Negro. Enquanto isso, John se torna pai e luta como pai de família. A temporada traz flashbacks do terceiro ano de Oliver desde que ele foi dado como morto, onde depois de escapar de Lian Yu, ele é forçado a trabalhar para líder da A.R.G.U.S. Amanda Waller (Cynthia Addai-Robinson) em Hong Kong. Oliver e Tatsu Yamashiro (Rila Fukushima) trabalham para impedir o corrupto general Matthew Shrieve (Marc Singer) de liberar um patógeno, que Ra's al Ghul adquire no presente.
A série foi renovada para sua terceira temporada em 12 de fevereiro de 2014, e começou a ser filmada em Vancouver, Columbia Britânica, Canadá naquele julho. Apesar de um forte começo crítico para a estreia da temporada, a temporada recebeu mais críticas negativas do que as temporadas anteriores, e teve uma média de 3,52 milhões de espectadores por semana. A temporada foi indicada para onze indicações em várias categorias, ganhando duas. Esta temporada inclui o primeiro crossover anual do Universo Arrow com a série de TV The Flash. A temporada foi lançada em DVD e Blu-ray em 22 de setembro de 2015. A série foi renovada para uma quarta temporada em janeiro de 2015.

## Elenco e personagens

### Principal
- Stephen Amell como Oliver Queen / Arqueiro
- Katie Cassidy como Laurel Lance / Canário Negro
- David Ramsey como John Diggle
- Willa Holland como Thea Queen / Speedy
- Emily Bett Rickards como Felicity Smoak
- Colton Haynes como Roy Harper / Arsenal
- John Barrowman como Malcolm Merlyn / Arqueiro Negro
- Paul Blackthorne como Quentin Lance

### Recorrente
- Kelly Hu como Chien Na Wei / China White
- Roger Cross como Lucas Hilton
- Alex Kingston como Dinah Lance
- Adrian Holmes como Frank Pike
- Caity Lotz como Sara Lance / Canário[1]
- Cynthia Addai-Robinson como Amanda Waller[1]
- Bex Taylor-Klaus como Pecado
- Audrey Marie Anderson como Lyla Michaels[1]
- Karl Yune como Maseo Yamashiro / Sarab[2]
- Katrina Law como Nyssa al Ghul[3]
- J.R. Ramirez como Ted Grant / Pantera[4]
- Brandon Routh como Ray Palmer / Átomo[5]
- Charlotte Ross como Donna Smoak[6]
- Rila Fukushima como Tatsu Yamashiro[7]
- Amy Gumenick como Carrie Cutter / Cupido[8]
- Matt Nable como Ra's al Ghul[9]
- Austin Butler como Chase[10]
- Marc Singer como General Matthew Shrieve
- Christina Cox como Celia Castle

### Convidados
- Colin Donnell como Tommy Merlyn[1]
- Grant Gustin como Barry Allen
- Carlos Valdes como Cisco Ramon
- Danielle Panabaker como Caitlin Snow
- Vinnie Jones como Danny Brickwell / Brick[11]
- Peter Stormare como Werner Zytle / Vertigo[12]
- Nolan Funk como Cooper Seldon[13]
- Matt Ward como Simon Lacroix / Komodo
- David Cubitt como Mark Shaw
- Nick E. Tarabay como Digger Harkness / Capitão Boomerang
- Manu Bennett como Slade Wilson
- Steven Culp como Senador Cray
- Doug Jones como Jake Simmons / Raio Mortal
- Eugene Byrd como Andy Diggle
- Adrian Glynn McMorran como Michael Amar / Murmúrio
- Celina Jade como Mei

## Episódios
| N.º na série | N.º na temp. | Título                                                                            | Dirigido por     | Escrito por                                                                                     | Exibição original       | Audiência (milhões) |
| --- | ------------ | --------------------------------------------------------------------------------- | ---------------- | ----------------------------------------------------------------------------------------------- | ----------------------- | ------------------- |
| 47 | 1            | "The Calm" "(A Calmaria)" (BR)                                                    | Glen Winter      | História por : Greg Berlanti & Andrew Kreisberg Roteiro por : Marc Guggenheim & Jake Coburn     | 8 de outubro de 2014    | 2.83                |
| Após salvar Starling City de Slade e seu exército, o Arqueiro é aceito como herói pela população local e o recém-promovido Capitão Quentin Lance anuncia que a polícia da cidade reconhece o vigilante e suspende a força-tarefa dedicada a caçá-lo. Sua promoção pressupõe que ele não precisará mais ir lidar diretamente com bandidos, mas ele não resiste à tentação de continuar na luta contra o crime e Laurel o repreende por isso, preocupada com sua saúde. Oliver agora atua ao lado de Roy Harper, que vai a campo com ele e com Diggle, que aguarda seu primeiro bebê com Lyla. Felicity, que continua dando suporte técnico ao time, agora trabalha também em uma loja de produtos eletrônicos. Um dia, ela negocia um produto com Ray Palmer, e o mesmo reaparece no dia seguinte como comprador interessado na Queen Consolidated na reunião que decidirá se a empresa ficará nas mãos de Oliver ou será vendida para ele. Com um discurso sobre a necessidade de reconstruir a cidade, ele convence os acionistas e ganha a empresa. Oliver leva Felicity para jantar numa tentativa de se aproximar dela, mas o encontro é interrompido quando o criminoso Werner Zytle, que assumiu a alcunha de Conde Vertigo, tenta matar o Arqueiro com um lança-foguetes. Oliver e Roy saem à caça do bandido. Diggle é impedido de ir junto por Oliver, que quer que ele se preserve em nome do futuro filho. Diggle se enfurece, mas aceita. Eventualmente, Oliver e Roy encurralam Warner e seus aliados e recebem a ajuda inesperada de Sara, que voltou da Liga dos Assassinos. Em um hospital, Oliver e Felicity visitam Diggle e Lyla, que acabaram de ter sua filha. Diggle aceita que deve se afastar do contato direto com o crime agora que é pai. Oliver e Felicity conversam sobre sua relação e Oliver a beija, mas ela vai embora aborrecida. Sara e Laurel se encontram no topo de um edifício e conversam. Depois que Laurel vai embora, Sara é abordada por um homem não mostrado para o espectador que acerta três flechas em seu peito. Com o impacto, ela despenca do edifício e cai morta diante de Laurel. Em lembranças do passado, Oliver tenta escapar várias vezes de Waller e seus comparsas mas é invariavelmente recapturado. Eventualmente, ele é levado para a casa de um agente de Waller, Maseo Yamashiro. Lá, o homem revela que sua família foi ameaçada por Waller e corre risco caso ele não consiga convencer Oliver a trabalhar para Waller, que foi o motivo pelo qual ele foi capturado na ilha. |              |                                                                                   |                  |                                                                                                 |                         |                     |
| 48 | 2            | "Sara" "(Sara)" (BR)                                                              | Wendey Stanzler  | Jake Coburn & Keto Shimizu                                                                      | 15 de outubro de 2014   | 2.32                |
| Lance chama o Arqueiro quando outra pessoa munida de um arco aparece na cidade e começa a atacar homens de negócios. Diggle usa a A.R.G.U.S. para descobrir a identidade do inimigo: é um homem chamado Simon Lacroix, que atende pelo codinome de Komodo. O time se depara com um caminho complicado na missão e acabam recebendo ajuda de uma fonte inesperada — Laurel. Ao mesmo tempo, Oliver começa a se preocupar com o fato de que não soube notícias de Thea, o que força Roy a contar a verdade sobre o motivo de a garota ter deixado a cidade. Para completar, Ray Palmer vai atrás de Felicity. Em um flashback, Maseo diz a Oliver que Amanda Waller requisitou a primeira morte. Enquanto Oliver observa pelo rifle, ele percebe que o alvo é seu melhor amigo, Tommy. Além disso, apesar de sua promessa à irmã, Laurel pondera contar um segredo sobre Sara para Lance. |              |                                                                                   |                  |                                                                                                 |                         |                     |
| 49 | 3            | "Corto Maltese" "(Corto Maltese)" (BR)                                            | Stephen Surjik   | Erik Oleson & Beth Schwartz                                                                     | 22 de outubro de 2014   | 2.55                |
| Oliver decide que é hora de Thea voltar a Starling City, então ele arruma suas malas rumo a Corto Maltese, lugar rastreado por Felicity como o paradeiro da irmã. Lyla pede a Diggle para seguir junto a Oliver, já que um dos agentes, Mark Shaw, desapareceu em Corto Maltese e ela gostaria que ele investigasse o que aconteceu. Se sentindo responsável pela partida de Thea, Roy se junta a Oliver e Diggle na jornada. No entanto, Shaw trai Diggle, o que coloca vários agentes da A.R.G.U.S., incluindo Lyla, em risco. Para completar, Laurel conhece Ted Grant, enquanto Felicity se ajusta ao novo trabalho. |              |                                                                                   |                  |                                                                                                 |                         |                     |
| 50 | 4            | "The Magician" "(O Mago)" (BR)                                                    | John Behring     | Marc Guggenheim & Wendy Mericle                                                                 | 29 de outubro de 2014   | 2.49                |
| Furiosa, Nyssa retorna a Starling City e confronta Oliver a respeito de Sara. Quando Oliver descobre que Malcolm Merlyn está vivo, suspeita que o inimigo foi o responsável por matar a filha de Lance. O herói se junta a Nyssa para ir atrás do Arqueiro Negro, com o objetivo de levar o assassino à justiça. Laurel mantém distância de Nyssa, pois acredita que a morte da irmã tem a ver com o envolvimento de Sara com a Liga dos Assassinos. Como se tudo isso não fosse suficiente, Oliver e Roy trabalham para tentar reparar suas relações com Thea, que está de volta à cidade. Para completar, Nyssa discute com seu pai, Ra's al Ghul, a respeito de Oliver. |              |                                                                                   |                  |                                                                                                 |                         |                     |
| 51 | 5            | "The Secret Origin of Felicity Smoak" "(A Origem Secreta de Felicity Smoak)" (BR) | Michael Schultz  | Ben Sokolowski & Brian Ford Sullivan                                                            | 5 de novembro de 2014   | 2.73                |
| Um ataque cibernético deixa a cidade em polvorosa, o que leva Oliver e Felicity ao limite para conter a destruição. A vida fica ainda mais complicada para a garota quando sua mãe, Donna, chega para uma visita surpresa. Enquanto isso, Ted Grant questiona os motivos de Laurel, ao mesmo tempo em que Thea compra um apartamento usando o dinheiro de Malcolm, o que deixa Oliver furioso. |              |                                                                                   |                  |                                                                                                 |                         |                     |
| 52 | 6            | "Guilty" "(Culpado)" (BR)                                                         | Peter Leto       | Erik Oleson & Keto Shimizu                                                                      | 12 de novembro de 2014  | 2.60                |
| Um corpo é encontrado pendurado dentro da academia de Ted Grant, o que o leva a se tornar o principal suspeito da morte. Oliver e Laurel discutem sobre a inocência do ex-boxeador. Enquanto isso, em flashbacks, Maseo quer que Oliver lembre onde uma pessoa ligada a China White escondeu informações vitais, portanto pede a Tatsu ajuda para sacudir a memória de Oliver. Para completar, Roy compartilha um segredo com Felicity. |              |                                                                                   |                  |                                                                                                 |                         |                     |
| 53 | 7            | "Draw Back Your Bow" "(Abaixe Seu Arco)" (BR)                                     | Rob Hardy        | Wendy Mericle & Beth Schwartz                                                                   | 19 de novembro de 2014  | 2.64                |
| Oliver deve parar uma assassina em série obcecada pelo Arqueiro, chamada Carrie Cutter — alguém que acredita que o Arqueiro é o único amor da sua vida, não parando por nada para receber atenção do herói. Para isso ela, infelizmente, começa a matar pessoas. Ao mesmo tempo, Ray chama Felicity para ser sua acompanhante em um jantar de trabalho com clientes importantes. Mais tarde, Thea começa a realizar entrevistas para contratar um novo DJ para o Verdant. Ela acaba conhecendo Chase, um profissional impertinente com quem ela logo bate de frente. |              |                                                                                   |                  |                                                                                                 |                         |                     |
| 54 | 8            | "The Brave and the Bold" "(O Valente e o Corajoso)" (BR)                          | Jesse Warn       | História por : Greg Berlanti & Andrew Kreisberg Roteiro por : Marc Guggenheim & Grainne Godfree | 3 de dezembro de 2014   | 3.92                |
| Oliver, Roy e Diggle descobrem a localização do assassino do bumerangue, chamado Digger Harkness, mas se surpreendem quando se deparam com o time da A.R.G.U.S. ali. Diggle pergunta a Lyla o motivo do envolvimento da agência, mas ela não responde até que Harkness ataque o prédio, matando vários agentes e colocando Lyla em perigo. O arqueiro se junta à briga e consegue a ajuda de um velho amigo — o Flash. Harkness consegue escapar e Oliver firma a parceria com Barry novamente para encontrá-lo antes que ele prejudique Lyla. Harkness planta cinco bombas na cidade, que devem explodir ao mesmo tempo. Isso faz com que os dois times trabalhem juntos para salvar a todos. Este episódio conclui um crossover que se inicia no episódio 8 da 1ª temporada de The Flash. |              |                                                                                   |                  |                                                                                                 |                         |                     |
| 55 | 9            | "The Climb" "(A Escalada)" (BR)                                                   | Thor Freudenthal | Jake Coburn & Keto Shimizu                                                                      | 10 de dezembro de 2014  | 3.06                |
| Nyssa retorna a Starling City e diz a Oliver que seu pai, Ra's al Ghul, deu ao Arqueiro 48 horas para encontrar o assassino de Sara ou a Liga dos Assassinos começará a matar os cidadãos que residem na cidade. Enquanto isso, Laurel fica abismada quando seu pai entrega a ela um presente de natal muito especial — sua mãe, Dinah. Ao mesmo tempo, Ray tenta consertar as coisas com Felicity, ao mesmo tempo em que Oliver marca um encontro com Ra's al Ghul. |              |                                                                                   |                  |                                                                                                 |                         |                     |
| 56 | 10           | "Left Behind" "(Deixado Para Trás)" (BR)                                          | Glen Winter      | Marc Guggenheim & Erik Oleson                                                                   | 21 de janeiro de 2015   | 3.06                |
| Lidando com as consequências da luta entre Oliver e Ra's al Ghul, Diggle e Arsenal continuam protegendo a cidade na ausência de Arrow. No entanto, depois de três dias sem ouvir notícias de Oliver, eles começam a temer que o pior tenha acontecido com seu amigo. Felicity recusa-se a acreditar que Oliver esteja morto até que Malcolm Merlyn faz uma visita surpresa à equipe. Thea suspeita que haja algo mais escondido por trás do desaparecimento de Oliver e pede a Merlyn um favor. Enquanto isso, Ray testa uma parte de seu novo traje e Laurel assume a capa e o codinome de Canário Negro. |              |                                                                                   |                  |                                                                                                 |                         |                     |
| 57 | 11           | "Midnight City" "(Cidade da Meia Noite)" (BR)                                     | Nick Copus       | Wendy Mericle & Ben Sokolowski                                                                  | 28 de janeiro de 2015   | 2.91                |
| Arsenal e Diggle confrontam Laurel sobre ela tentar ocupar o lugar da irmã e falam para a garota desistir antes que acabe morrendo. No entanto, quando Brick captura os políticos da cidade e ameaça matá-los caso a polícia não evacue os Glades, todos os uniformizados se juntam para impedi-lo. Enquanto isso, Ray se oferece para ajudar Lance e a força policial a lutar contra Brick, mostrando a Felicity um novo lado do seu chefe. Malcolm diz a Thea que Ra's al Ghul está atrás dele e de sua família, portanto eles devem deixar a cidade imediatamente. |              |                                                                                   |                  |                                                                                                 |                         |                     |
| 58 | 12           | "Uprising" "(Revolta)" (BR)                                                       | Jesse Warn       | Beth Schwartz & Brian Ford Sullivan                                                             | 4 de fevereiro de 2015  | 2.94                |
| Ainda operando sem Oliver e desesperados para parar Brick, o time é forçado a considerar a ajuda de Malcolm, que quer derrotar Brick para vingar-se do criminoso por uma questão pessoal. Roy e Laurel defendem que a equipe poderia também pedir ajuda para salvar os inocentes dos Glades, mas Felicity é veementemente contra essa ideia. Então, eles esperam que Diggle tome a decisão final. Enquanto isso, flashbacks mostram a derrocada de Malcolm, que passou de um pai e marido bondoso para um assassino a sangue frio depois do assassinato de sua esposa. |              |                                                                                   |                  |                                                                                                 |                         |                     |
| 59 | 13           | "Canaries" "(Canários)" (BR)                                                      | Michael Schultz  | Jake Coburn & Emilio Ortega Aldrich                                                             | 11 de fevereiro de 2015 | 2.67                |
| Oliver se surpreende com as mudanças no time. Ele estava acostumado a dar as ordens, mas logo vê que o grupo evoluiu em sua ausência, o que faz com que a tensão aumente dentro do esconderijo. Ao mesmo tempo, Oliver fica furioso com Laurel por estar trabalhando como a Canário Negro e diz a ela para parar de arriscar a própria vida. Porém, com o retorno de Vertigo às ruas, Laurel vai contra a vontade do arqueiro e persegue o inimigo, que a atinge com uma dose de sua droga. Os maiores medos de Laurel giram em torno de sua irmã, Sara, com o entorpecente causando a alucinação que envolve uma batalha épica entre a Canário e a Canário Negro. Para completar, Chase surpreende Thea e Roy diz para a ex-namorada ficar longe de Malcolm. |              |                                                                                   |                  |                                                                                                 |                         |                     |
| 60 | 14           | "The Return" "(O Retorno)" (BR)                                                   | Dermott Downs    | Marc Guggenheim & Erik Oleson                                                                   | 18 de fevereiro de 2015 | 2.91                |
| Malcolm coloca Oliver e Thea em uma situação perigosa, a qual os leva até Lian Yu e de encontro a um antigo inimigo do Arqueiro, o Exterminador. Enquanto isso, um flashback revela a época em que Oliver e Maseo voltaram a Starling City para recuperar a arma biológica Omega. Apesar de estar sob ordem rigorosa de Amanda Waller de não se revelar a ninguém, Oliver vai atrás de sua família, de Laurel e Tommy. |              |                                                                                   |                  |                                                                                                 |                         |                     |
| 61 | 15           | "Nanda Parbat" "(Nanda Parbat)" (BR)                                              | Gregory Smith    | História por : Wendy Mericle & Ben Sokolowski Roteiro por : Erik Oleson & Ben Sokolowski        | 25 de fevereiro de 2015 | 3.07                |
| Malcolm é capturado por Ra's al Ghul e levado para Nanda Parbat. Tendo em vista o seu amor por Thea, Oliver considera salvar Merlyn. Ray fica obcecado em terminar o traje do Átomo para salvar a cidade, mas Felicity teme que ele esteja seguindo pelo mesmo caminho de Oliver e tenta retirá-lo do laboratório. |              |                                                                                   |                  |                                                                                                 |                         |                     |
| 62 | 16           | "The Offer" "(A Oferta)" (BR)                                                     | Dermott Downs    | Beth Schwartz & Brian Ford Sullivan                                                             | 18 de março de 2015     | 2.56                |
| Ainda pensando em sua última reunião com Ra's al Ghul, Oliver volta para casa e encontra um novo vilão que, junto com sua equipe, aterroriza Starling City — Michael Amar, mais conhecido como Murmúrio, um homem cuja boca foi costurada. Enquanto isso, Laurel e Nyssa se aproximam por causa dos problemas com seus pais e Nyssa faz uma oferta a Laurel. Já Thea é forçada a lidar com o pai após Oliver levar Malcolm ao loft para se recuperar. Para completar, Lance ignora tanto Laurel quanto o Arqueiro. |              |                                                                                   |                  |                                                                                                 |                         |                     |
| 63 | 17           | "Suicidal Tendencies" "(Tendências Suicidas)" (BR)                                | Jesse Warn       | Keto Shimizu                                                                                    | 25 de março de 2015     | 2.86                |
| É momento de celebração com o casamento de Diggle e Lyla. No entanto, o Pistoleiro interrompe a lua de mel e diz que o Esquadrão Suicida recebeu uma nova missão — resgatar o senador dos Estados Unidos, Joseph Cray, mantido refém na República da Kasnia. Amanda Waller aproveita a missão e apresenta a nova integrante do Esquadrão Suicida, Cupido. Enquanto isso, Oliver descobre sobre o novo traje de Ray, e os dois têm uma discussão. Felicity e Ray passam por uma fase difícil. |              |                                                                                   |                  |                                                                                                 |                         |                     |
| 64 | 18           | "Public Enemy" "(Inimigo Público)" (BR)                                           | Dwight Little    | Marc Guggenheim & Wendy Mericle                                                                 | 1 de abril de 2015      | 2.48                |
| Durante um ataque ao gabinete do prefeito, Ray é gravemente ferido. Felicity é surpreendida quando sua mãe, Donna Smoak, aparece no hospital para oferecer apoio. Com toda a Polícia de Starling City procurando o assaltante, Oliver e sua equipe trabalham duro para ficar um passo à frente da polícia e encontrar o homem responsável. No entanto, as coisas complicam quando Ra's al Ghul sequestra Quentin Lance. |              |                                                                                   |                  |                                                                                                 |                         |                     |
| 65 | 19           | "Broken Arrow" "(Flecha Quebrada)" (BR)                                           | Doug Aarniokoski | História por : Jake Coburn Roteiro por : Ben Sokolowski & Brian Ford Sullivan                   | 15 de abril de 2015     | 2.47                |
| Lance continua a sua missão de derrubar o Arqueiro, de tal modo que Felicity obriga Oliver a não chamar muita atenção. No entanto, quando um meta-humano chamado Jake Simmons, que mata as pessoas com explosões de energia e de plasma, começa a aterrorizar Starling City, Oliver é obrigado a pedir a ajuda de Ray. A improvável dupla une forças para salvar a cidade. |              |                                                                                   |                  |                                                                                                 |                         |                     |
| 66 | 20           | "The Fallen" "(O Caído)" (BR)                                                     | Antonio Negret   | Wendy Mericle & Oscar Balderrama                                                                | 22 de abril de 2015     | 2.72                |
| Ra's al Ghul finalmente faz uma oferta irrecusável a Oliver. O time se junta ao arqueiro em sua jornada a Nanda Parbat onde Felicity, com o coração partido, decide resolver as coisas por conta própria. |              |                                                                                   |                  |                                                                                                 |                         |                     |
| 67 | 21           | "Al Sah-him" "(Al Sah-him)" (BR)                                                  | Thor Freudenthal | História por : Beth Schwartz Roteiro por : Brian Ford Sullivan & Emilio Ortega Aldrich          | 29 de abril de 2015     | 2.39                |
| Oliver passa por uma transformação rigorosa. Enquanto isso, a Liga dos Assassinos está interessada em Nyssa, que retorna à Starling City e treina Laurel. Quando Nyssa percebe que a Liga está chegando, ela se arma para enfrentar a ameaça sozinha, mas Laurel pede a Felicity e Diggle que a ajudem a proteger sua nova amiga. |              |                                                                                   |                  |                                                                                                 |                         |                     |
| 68 | 22           | "This Is Your Sword" "(Esta é a Sua Espada)" (BR)                                 | Wendey Stanzler  | História por : Erik Oleson Roteiro por : Ben Sokolowski & Brian Ford Sullivan                   | 6 de maio de 2015       | 2.54                |
| Oliver/Al Sah-him termina seu treinamento e precisa completar mais duas tarefas a fim de se tornar o próximo Ra's Al Ghul. Enquanto isso, Ra's ameaça Nyssa e revela notícias chocantes. Para completar, Malcolm faz uma oferta surpreendente ao time, ao mesmo tempo em que Thea visita Roy. |              |                                                                                   |                  |                                                                                                 |                         |                     |
| 69 | 23           | "My Name Is Oliver Queen" "(Meu Nome é Oliver Queen)" (BR)                        | John Behring     | História por : Greg Berlanti & Andrew Kreisberg Roteiro por : Marc Guggenheim & Jake Coburn     | 13 de maio de 2015      | 2.83                |
| A vida de todos fica em perigo quando Ra's al Ghul leva adiante seu plano final. Oliver/Al Sah-him deve decidir se é forte o bastante para assumir o novo papel, enquanto pesa o que isso significa para sua alma e para todos no time. |              |                                                                                   |                  |                                                                                                 |                         |                     |

## Produção

### Desenvolvimento
Arrow foi renovado para uma terceira temporada pela The CW em 12 de fevereiro de 2014.

### Roteiro
Falando antes da San Diego Comic Con, o produtor executivo Marc Guggenheim afirmou que o tema da temporada seria 'identidade'. Ele e o colega produtor executivo Andrew Kreisberg confirmaram que a série continuaria seis meses depois do final da temporada anterior. Os produtores confirmaram que as sequências de flashback continuariam nesta temporada, mas seriam focadas no tempo de Oliver em Hong Kong, e também examinaram o início de seu relacionamento com Amanda Waller.
Com relação aos arcos dos personagens, Guggenheim confirmou que ambos os personagens Thea Queen e Laurel Lance seriam desenvolvidos ainda mais ao longo da temporada, dizendo "Laurel e Thea são os dois personagens com os quais não fizemos tanto no passado, e eles têm os enredos mais fortes que já demos a eles." Em particular, o relacionamento de Thea com seu pai, Malcolm Merlyn, seria mais explorado, incluindo um flashback de seu encontro no final da segunda temporada. Em relação a Laurel, Kreisberg afirmou que "Vamos ver Laurel dar alguns passos grandes em direção à sua história em quadrinhos nesta temporada." Após revelações anteriores de que o primeiro episódio apresentaria um encontro entre Oliver e Felicity Smoak, Kreisberg afirmou que "A forma como o show foi abalado e as experiências que os dois tiveram, parece que é hora de explorar isso." Ele também confirmou que Ray Palmer / Átomo de Brandon Routh estaria "invadindo a vida de Oliver em todos os aspectos", como bem como injetar mais humor na temporada.
Também foi divulgado em San Diego que a temporada contaria com um episódio explorando as origens da personagem Felicity Smoak, a ser intitulado "Oráculo", que se concentraria em seu tempo na M.I.T.. Foi confirmado por Marc Guggengheim em agosto que o nome do episódio foi alterado para "A Origem Secreta de Felicity Smoak" e que o episódio também apresentaria a mãe de Felicity, Donna Smoak.
Kreisberg também confirmou que Colin Donnell faria uma aparição como Tommy Merlyn no segundo episódio da temporada, durante uma sequência de flashback.
A prévia do trailer da terceira temporada revelou o 'grande vilão' da temporada ser Ra's al Ghul. Falando sobre potenciais arcos de história, Kreisberg observou a possibilidade de Oliver trabalhar com Malcolm Merlyn contra Ra's - "Nós estabelecemos firmemente que Ra's al Ghul odeia Merlyn e Oliver não gosta de Merlyn. Vai ser uma série de quem odeia quem mais. O inimigo do meu inimigo é meu amigo."

### Escolha do elenco
Em julho de 2014, a série lançou vários regulares da temporada, incluindo Brandon Routh como Ray Palmer / Átomo junto com JR Ramirez foi Ted Grant / Pantera, Karl Yune como Maseo Yamashiro e Rila Fukushima como Tatsu Yamashiro Vinnie Jones foi também escalado como Danny Brickwell, em um papel convidado. No mês seguinte, foi anunciado que Charlotte Ross se juntaria à série como a mãe de Felicity, Donna Smoak. Mais tarde, no mesmo mês, Nolan Gerard Funk foi escalado como o ex-namorado de Felicity, Cooper Seldon. Em setembro, Matt Nable foi escalado para o papel do antagonista da temporada, Ra's al Ghul. Amy Gumenick foi escalada para um papel especial como Carrie Cutter no mesmo mês. Caity Lotz foi confirmado para retornar como Sara Lance por pelo menos três episódios no início da temporada.

### Filmagens
A temporada começou a ser filmada em Vancouver, Columbia Britânica, Canadá em julho de 2014.

### Ligações com o Universo Arrow
A terceira temporada inclui o primeiro crossover anual com a série spin-off The Flash: "Flash vs. Arrow".

## Lançamento

### Exibição
A temporada começou a ser exibida nos Estados Unidos na The CW em 8 de outubro de 2014 e completou sua exibição de 23 episódios em 13 de maio de 2015.

### Mídia doméstica
Arrow: A 3ª temporada foi lançada como um conjunto de 5 discos de DVD e um pacote combo de 9 discos Blu-ray e DVD definido em 22 de setembro de 2015 nos Estados Unidos e 28 de setembro de 2015 no Reino Unido. Os conjuntos de DVD e Blu-ray box contêm recursos adicionais, incluindo making-of, cenas deletadas, gag reel e destaques do Paley Fest.

## Recepção

### Resposta Crítica
Apesar de um forte começo crítico para a estreia da terceira temporada, a temporada recebeu mais críticas negativas do que as temporadas anteriores.
Escrevendo para a Entertainment Weekly, o Chancellor Agard observou que a temporada tinha sido desigual, onde os "altos foram bastante altos e os baixos quase insuportáveis" e destacou que o maior problema da temporada parecia estar na caracterização e motivação dos grande mal, Ra's al Ghul. No entanto, ele elogiou o desenvolvimento da personagem Laurel Lance, bem como o desenvolvimento da relação de Oliver com John Diggle.
Katie Kulzick, do The A.V. Club notou que a temporada tinha o hábito de "fazer jogadas ousadas e frequentemente recuar, em vez de abraçar, as ramificações dessas decisões que alteram a série". Apesar dos "problemas significativos" da temporada, ela sentiu que as bases foram estabelecidas para histórias interessantes, em particular o desenvolvimento de Thea Queen se tornando um membro da equipe como Speedy, para Felicity Smoak com Palmer Technologies e para Oliver desenvolver uma nova perspectiva.
O final da temporada foi descrito como "enfadonho", "sem escopo" e "nada assombroso" por Jesse Schedeen do IGN, à luz do "alto padrão" que a série havia estabelecido anteriormente para seus finais. Ele cimentou a recepção mista da terceira temporada como tendo um "ritmo aleatório" e "lutando para desenvolver um senso de direção claro".
A avaliação do site Rotten Tomatoes deu para a temporada um índice de 90% de aprovação dos críticose com uma classificação média de 8,37/10 baseado em baseado em 9 comentários. O consenso do site disse: "Arrow permanece no alvo com novos personagens e um estoque constante de ação emocionante."

### Audiência
A terceira temporada teve em média 3,52 milhões de telespectadores em 23 episódios, ocupando o 135º lugar entre as visualizações do programa de televisão.
| №  | Título                                | Exibição original       | Rating/share (18–49) | Audiência (em milhões) | DVR (18–49) | Audiência em DVR (milhões) | Total (18–49) | Audiência total (em milhões) |
| -- | ------------------------------------- | ----------------------- | -------------------- | ---------------------- | ----------- | -------------------------- | ------------- | ---------------------------- |
| 1  | "The Calm"                            | 8 de outubro de 2014    | 1.0                  | 2.83                   | 0.4         | N/A                        | 1.4           | N/A                          |
| 2  | "Sara"                                | 15 de outubro de 2014   | 0.8                  | 2.32                   | 0.6         | N/A                        | 1.4           | N/A                          |
| 3  | "Corto Maltese"                       | 22 de outubro de 2014   | 0.9                  | 2.55                   | N/A         | N/A                        | N/A           | N/A                          |
| 4  | "The Magician"                        | 29 de outubro de 2014   | 1.0                  | 2.49                   | N/A         | N/A                        | N/A           | N/A                          |
| 5  | "The Secret Origin of Felicity Smoak" | 5 de novembro de 2014   | 1.1/3                | 2.73                   | N/A         | N/A                        | N/A           | N/A                          |
| 6  | "Guilty"                              | 12 de novembro de 2014  | 0.9/3                | 2.60                   | 0.6         | N/A                        | 1.5           | N/A                          |
| 7  | "Draw Back Your Bow"                  | 19 de novembro de 2014  | 0.9/3                | 2.64                   | 0.6         | N/A                        | 1.5           | N/A                          |
| 8  | "The Brave and the Bold"              | 3 de dezembro de 2014   | 1.4/4                | 3.92                   | N/A         | N/A                        | N/A           | N/A                          |
| 9  | "The Climb"                           | 10 de dezembro de 2014  | 1.1/3                | 3.06                   | N/A         | N/A                        | N/A           | N/A                          |
| 10 | "Left Behind"                         | 21 de janeiro de 2015   | 1.1/4                | 3.06                   | 0.7         | N/A                        | 1.8           | N/A                          |
| 11 | "Midnight City"                       | 28 de janeiro de 2015   | 1.1/3                | 2.91                   | 0.7         | N/A                        | 1.8           | N/A                          |
| 12 | "Uprising"                            | 4 de fevereiro de 2015  | 1.2/4                | 2.94                   | N/A         | N/A                        | N/A           | N/A                          |
| 13 | "Canaries"                            | 11 de fevereiro de 2015 | 1.1/3                | 2.67                   | N/A         | N/A                        | N/A           | N/A                          |
| 14 | "The Return"                          | 18 de fevereiro de 2015 | 1.2/4                | 2.91                   | N/A         | N/A                        | N/A           | N/A                          |
| 15 | "Nanda Parbat"                        | 25 de fevereiro de 2015 | 1.1/3                | 3.07                   | N/A         | N/A                        | N/A           | N/A                          |
| 16 | "The Offer"                           | 18 de março de 2015     | 0.9/3                | 2.56                   | 0.7         | N/A                        | 1.6           | N/A                          |
| 17 | "Suicidal Tendencies"                 | 25 de março de 2015     | 1.0/4                | 2.86                   | 0.8         | N/A                        | 1.8           | N/A                          |
| 18 | "Public Enemy"                        | 1 de abril de 2015      | 0.8/3                | 2.48                   | 0.6         | N/A                        | 1.4           | N/A                          |
| 19 | "Broken Arrow"                        | 15 de abril de 2015     | 0.9/3                | 2.47                   | 0.7         | N/A                        | 1.6           | N/A                          |
| 20 | "The Fallen"                          | 22 de abril de 2015     | 1.0/3                | 2.72                   | N/A         | N/A                        | N/A           | N/A                          |
| 21 | "Al Sah-him"                          | 29 de abril de 2015     | 0.9                  | 2.39                   | N/A         | N/A                        | N/A           | N/A                          |
| 22 | "This Is Your Sword"                  | 6 de maio de 2015       | 1.0/3                | 2.54                   | 0.7         | N/A                        | 1.7           | N/A                          |
| 23 | "My Name Is Oliver Queen"             | 13 de maio de 2015      | 1.0/4                | 2.83                   | 0.7         | N/A                        | 1.7           | N/A                          |

### Prêmios e indicações
| Ano  | Prêmio             | Categoria                                         | Nomeado(s)                                    | Resultado | Ref.   |
| ---- | ------------------ | ------------------------------------------------- | --------------------------------------------- | --------- | ------ |
| 2015 | Leo Awards         | Best Cinematography Dramatic Series               | C. Kim Miles ("Blind Spot")                   | Indicado  | [ 66 ] |
| 2015 | Leo Awards         | Best Costume Design Dramatic Series               | Maya Mani ("Suicide Squad")                   | Indicado  | [ 66 ] |
| 2015 | Leo Awards         | Best Lead Performance BY A Female Dramatic Series | Emily Bett Rickards ("Left Behind")           | Indicado  | [ 66 ] |
| 2015 | MTV Fandom Awards  | TV Dramas                                         | Arrow                                         | Indicado  | [ 67 ] |
| 2015 | MTV Fandom Awards  | Ship of the Year                                  | Olicity (Stephen Amell e Emily Bett Rickards) | Venceu    | [ 68 ] |
| 2015 | Saturn Awards      | Best Superhero Adaption Television Series         | Arrow                                         | Indicado  | [ 69 ] |
| 2015 | Teen Choice Awards | Choice Sci-Fi/Fantasy TV Show                     | Arrow                                         | Indicado  | [ 70 ] |
| 2015 | Teen Choice Awards | Choice Sci-Fi/Fantasy TV Actor                    | Stephen Amell                                 | Indicado  | [ 70 ] |
| 2015 | Teen Choice Awards | Choice Sci-Fi/Fantasy TV Actress                  | Emily Bett Rickards                           | Indicado  | [ 70 ] |
| 2015 | Teen Choice Awards | Choice TV Liplock                                 | Stephen Amell e Emily Bett Rickards           | Indicado  | [ 70 ] |
| 2015 | Teen Choice Awards | Choice TV Villain                                 | Matt Nable                                    | Indicado  | [ 70 ] |

## Ligação externa
- «Sítio oficial»
- Arrow no IMDb (em inglês)